# Unterseeboot 193
L'Unterseeboot 193 (ou U-193) est un sous-marin allemand (U-Boot) de type IX.C/40 utilisé par la Kriegsmarine pendant la Seconde Guerre mondiale.

## Historique
Mis en service le 10 décembre 1942, l'Unterseeboot 193 reçoit sa formation à Stettin en province de Poméranie au sein de la 4. Unterseebootsflottille jusqu'au 30 avril 1943, il est affecté dans une formation de combat à Lorient en France dans la 2. Unterseebootsflottille jusqu'au 31 mars 1944, puis dans la 10. Unterseebootsflottille toujours à Lorient.
Il quitte le port de Bergen pour sa première patrouille le 22 mai 1943 sous les ordres de  Hans Pauckstadt. Après 63 jours en mer, l'U-193 rejoint la base sous-marine de Bordeaux qu'il atteint le 23 juillet 1943.
L'Unterseeboot 190 a effectué 3 patrouilles dans lesquelles il a coulé 1 navire marchand de 10 172 tonneaux au cours de ses 186 jours en mer.
La troisième patrouille part de la base sous-marine de Lorient le 23 avril 1944 sous les ordres de l'Oberleutnant zur See Ulrich Abel. Le même jour, l'U-193, avec ses 59 membres d'équipage, est porté disparu dans l'Atlantique Nord dans le Golfe de Gascogne. Il n'y a pas d'explication à l'époque de la cause de sa disparition.
En juillet 1996, l'historien Axel Niestlé révise la thèse de la disparition en annonçant que l'U-193 a été coulé le 28 avril 1944 dans le Golfe de Gascogne à l'ouest de Nantes à la position géographique de 45° 38′ N, 9° 43′ Opar des charges de profondeur lancées d'un avion Vickers Wellington  de la Royal Air Force de l'escadron Sqdn. 612/W. Cette attaque était auparavant supposée viser l'U-802.

## Affectations successives
- 4. Unterseebootsflottille du 10 décembre 1942 au 30 avril 1943  (entrainement)
- 2. Unterseebootsflottille du 1er mai 1943 au 31 mars 1944  (service actif)
- 10. Unterseebootsflottille du 1er avril 1944 au 23 avril 1944  (service actif)

## Commandement
- Korvettenkapitän Hans Pauckstadt du 10 décembre 1942 au 31 mars 1944
- Oberleutnant zur See Dr Ulrich Abel du 1er avril au 23 avril 1944

## Patrouilles
|       | Commandant               | Départ            | Départ     | Arrivée           | Arrivée    | Jours     | Succès   |
| ----- | ------------------------ | ----------------- | ---------- | ----------------- | ---------- | --------- | -------- |
|       | Hans Pauckstadt          | 11 mai 1943       | Kiel       | 17 mai 1943       | Bergen     | 7 jours   |          |
| 1     | Hans Pauckstadt          | 22 mai 1943       | Bergen     | 23 juillet 1943   | Bordeaux   | 63 jours  |          |
|       | Hans Pauckstadt          | 21 septembre 1943 | Bordeaux   | 21 septembre 1943 | La Pallice | 1 jour    |          |
|       | Hans Pauckstadt          | 27 septembre 1943 | La Pallice | 28 septembre 1943 | La Pallice | 2 jours   |          |
| 2     | Hans Pauckstadt          | 12 octobre 1943   | La Pallice | 10 février 1944   | El Ferrol  | 122 jours | 10 172   |
|       | Hans Pauckstadt          | 20 février 1944   | El Ferrol  | 23 avril 1943     | Lorient    | 38 jours  |          |
| 3     | Oblt. (R) Dr Ulrich Abel | 23 avril 1944     | Lorient    | 23 avril 1944     | Coulé      | 1 jour    |          |
| Total | Total                    | Total             | Total      | Total             | Total      | 186 jours | 10 172 t |

Note : Oblt. (R) = Oberleutnant zur see der Reserve

Nota: Les noms de commandants sans indication de grade signifie que leur grade n'est pas connu avec certitude à notre époque (2013) à la date de la prise de commandement

### Opérations Wolfpack
L'U-193 a opéré avec les Wolfpacks (meute de loups) durant sa carrière opérationnelle:
1. Trutz (11 juin 1943 - 16 juin 1943)
2. Trutz 3 (16 juin 1943 - 29 juin 1943)

## Navires coulés
L'Unterseeboot 193 a coulé 1 navire marchand de 10 172 tonneaux au cours des 3 patrouilles (186 jours en mer) qu'il effectua.
| Date            | Nom     | Type      | Nationalité | Tonnage (GRT) | Fait  |
| --------------- | ------- | --------- | ----------- | ------------- | ----- |
| 3 décembre 1943 | Touchet | Pétrolier | USA         | 10 172        | Coulé |

### Référence
1. ↑  http://uboat.net/boats/successes/u191/html

### Source
- (en) Cet article est partiellement ou en totalité issu de l’article de Wikipédia en anglais intitulé « German submarine U-193 » (voir la liste des auteurs).